# Boromir
Boromir es un personaje ficticio que pertenece al legendarium creado por el escritor J. R. R. Tolkien y que aparece en su novela El Señor de los Anillos. Es un dúnadan, hijo mayor del senescal de Gondor Denethor II, hermano mayor de Faramir y predilecto del vigésimo cuarto y último senescal regente del reino de Gondor. Como primogénito de este, Boromir era capitán de la Torre Blanca y portaba el Gran Cuerno de Vorondil, principal heredad de la Casa de los Senescales.
Tras tener un sueño profético sobre el Anillo Único, Boromir partió hacia Rivendel, la tierra del medio elfo Elrond, con la esperanza de encontrar allí respuestas. Acabó así formando parte de la Compañía del Anillo, cuyo objetivo era llevar el preciado objeto hasta Mordor y destruirlo en los fuegos del Monte del Destino, lugar donde fue forjado, para que el señor oscuro Sauron, quien puso parte de su poder en él, pudiera ser derrotado. Durante el viaje Boromir se pervirtió por la influencia maligna del Anillo, e intentó arrebatárselo por la fuerza a su portador, el hobbit Frodo Bolsón. Purgó esa falta defendiendo a sus compañeros Peregrin Tuk y Meriadoc Brandigamo del ataque de una horda de uruk-hai, acto en el que murió. 
Boromir ha aparecido en las distintas adaptaciones que se han hecho de El Señor de los Anillos, incluyendo la trilogía cinematográfica del director neozelandés Peter Jackson, donde es interpretado por el actor Sean Bean.

## Etimología y significado del nombre
Boromir fue descrito por Tolkien como un nombre «mixto»; posiblemente combine elementos en quenya y en sindarin: bor(on)- («inquebrantable» en sindarin) + mîr («joya» en sindarin) o + míre (también «joya», pero en quenya); para dar un significado de «Joya inquebrantable». Sin embargo, los Senescales de Gondor solían elegir nombres «mentados en antiguas canciones e historias de la Primera Edad», sin atender a su significado, por lo que el nombre «Boromir» pudo haber sido adoptado simplemente por copia del de Boromir, un Edain de la Casa de Bëor en la Primera Edad, mencionado en El Silmarillion.

## Historia

### Antes de la Guerra del Anillo
Boromir nació en 2978 T. E. Era hijo de Denethor y de Finduilas, hija del príncipe Adrahil de Dol Amroth. Desde muy joven se destacó en el uso de las armas y en la destreza guerrera, lo que llevó a colocarlo en las preferencias de su padre, como hijo predilecto. De carácter fuerte y orgulloso, siempre tuvo el deseo de devolver a Gondor el antiguo esplendor. Además no podía entender cómo su familia no había podido superar la tradición, convirtiéndose los Senescales Regentes en Reyes, puesto que para él era improbable que existiera el verdadero heredero de Isildur, y le dolía profundamente que, a pesar de tantos años de Senescales al frente de Gondor, estos no podían conducirlo como reyes. Este pensamiento acentuó aún más su orgullo y fue una guía para toda su vida.
En el año 3018 de la Tercera Edad del Sol dirige la defensa de la costa occidental del Anduin del ataque de los ejércitos de Mordor, dirigidos por el Rey Brujo de Angmar. Junto a su hermano Faramir contraataca a las fuerzas orcas que acababan de conquistar Osgiliath. En la batalla logra hacer que los orcos se retiren a la ribera oriental del Anduin y destruye el puente de Osgiliath, impidiendo el ataque a Minas Tirith, y avanza hasta Ithilien, devolviendo a los ejércitos orcos hasta Minas Morgul. 

#### El sueño
Estando en plena campaña contra los orcos de Mordor, y junto a su hermano menor Faramir, tiene un extraño y profético sueño (que Faramir ya había tenido varias veces) en el que una voz le decía: "(...)Busca la espada quebrada, que está en Imladris; habrá concilios más fuertes que los hechizos de Morgul. Mostrarán una señal de que el Destino está cerca: el Daño de Isildur despertará, y se presentará el Mediano..." Tras contárselo a su padre, este lo único que consintió (no es "consintió", pues era lo único que pudo saber; más cercano a la verdad sería decir "acertó a decirles") en decirle, fue que Imladris era desde tiempos remotos el nombre que daban los elfos a un lejano valle del norte, donde vivía Elrond el Medio Elfo, el más grande de los maestros del saber. Por el deseo de acabar con Sauron, marchó a Rivendel a pesar de una discusión con su hermano Faramir y por tratarse del primogénito. Boromir partió en su lugar buscando una respuesta. "(...)Yo (Faramir) había sido elegido por mi padre y los ancianos, pero él se adelantó, por ser el mayor y el más osado, y no escuchó razones. Y tras 110 días de viaje, en el que sufrió muchas peripecias, hasta incluso llegar a perder su caballo en Tharbad, llegó para participar del Concilio de Elrond y buscar respuestas al enigma.

### Las dudas de Boromir

#### El interés de Boromir por el Anillo Único
El interés de Boromir por tener al Anillo Único no respondía, como en el caso de Isildur, a una ambición desmedida por poder, sino más bien a la necesidad de usarlo contra el propio mal para salvar a su pueblo, como quedó claro cuando en el Concilio de Elrond propuso llevar el anillo a Minas Tirith para ayudar en la lucha contra Mordor, y a pesar de las advertencias de Gandalf y del Medio-Elfo no quedó convencido. Algo de su personalidad se trasluce en su posición al respecto y el que mejor lo explica es su hermano Faramir, cuando sostiene que desde joven lo enojaba la idea de que su padre no fuera Rey. Además Faramir, al enterarse por boca de Frodo del intento de quitárselo, decía que si el Anillo "(...)fuese un talismán que procurara ventajas en la guerra, puedo creer por cierto que Boromir, el orgulloso y el intrépido, el a menudo temerario Boromir, siempre soñando con la victoria de Minas Tirith (y con su propia gloria) haya deseado poseerlo y se sintiera atraído por él..."
Orgullo, fidelidad a su casa y osadía parecieran ser los componentes de la personalidad de Boromir que lo llevaron en búsqueda de respuestas al sueño y luego a desear el Anillo. Al decir de Sam el mismo Boromir llevaba el peligro en sí mismo, puesto que apenas vio el Anillo quiso tenerlo para sí.

#### En el Concilio de Rivendel
Ya en el Concilio de Elrond, Boromir planteó su disconformidad sobre la idea de llevar el Anillo a su destrucción, puesto que creía que era mejor llevarlo a Gondor y aprovechar su poder para derrotar a Sauron. Para él la Espada de Elendil (Narsil), forjada de nuevo, y la posesión del Anillo Único serían unas herramientas poderosas para derrotar definitivamente a Sauron; e incluso pregunto: “(...)¿Por qué no pensar que el Gran Anillo ha llegado a nuestras manos para servirnos en esta hora de necesidad? Llevando el Anillo, los Señores de los Libres podrían derrotar al enemigo...”
Como se ve Boromir no alcanzaba a comprender que el poder del Anillo termina destruyendo a quien lo posee, puesto que como dijo Elrond "(...)La fuerza del Anillo, Boromir, es demasiado grande para que alguien lo maneje a voluntad, salvo aquellos que ya tienen un gran poder propio. Pero para ellos encierra un peligro todavía más mortal. Basta desear el Anillo para que el corazón se corrompa".
Con muchas dudas terminó aceptando la idea de destruirlo en lugar de utilizarlo. Pero las cosas cambiaron cuando Gandalf cayó en Moria. Allí la Compañía comenzó a dudar de cual debía ser el destino del Anillo, puesto que el principal guía (ahora caído) era quien con más fuerza había impuesto la idea de destruirlo. Y Aragorn, al quedar al frente del grupo de valientes, sintió que su sangre númenóreana lo ponía en la disyuntiva de seguir con la compañía hacia Mordor o correr en ayuda de Gondor. Esto probablemente despertó en Boromir la idea de apoderarse del Anillo para usarlo contra Sauron, tanto que Galadriel se dio cuenta, en Lothlórien, de los pensamientos del hombre de Gondor, aunque no lo reveló en su momento.

#### Su estancia en Lothlórien
A medida que la Compañía se iba acercando a su destino, las dudas de Boromir se iban acentuando; pero fue la estadía de la Compañía en el Bosque de Lothlórien lo que marcó para Boromir un punto de inflexión en sus dudas acerca del camino a seguir sobre la cuestión del Anillo y como dijimos más arriba la Dama Élfica del Bosque de Lórien se dio cuenta de ello al leer sus pensamientos, cuando en su saludo lo miró directamente a los ojos y buceó en su interior; y el hombre de Gondor no pudo sostener la mirada y quedó sumamente turbado. 
Por lo anterior no era de extrañar que al momento de partir del Bosque Dorado se planteara, claramente la duda por el camino a seguir. Incluso el mismo Boromir planteo que su idea era la de regresar a Minas Tirith al decir que elegiría seguir por la orilla occidental del Anduin cruzando el reino de Rohan, en donde encontrarían aliados. Porque para él sería una locura entrar a Mordor sin una fuerza poderosa y sería también "(...)una locura sacrificar vidas...". Para Boromir se trataba de "(...)elegir entre defender una plaza fortificada y marchar directamente hacia la muerte..." 
El ofrecimiento de Celeborn de embarcaciones élficas y el conocimiento de que por tierra era peligroso el viaje, pospuso la discusión, puesto que hasta no llegar a los saltos del Rauros no tendrían que definir. 

### Boromir en la Comunidad del Anillo
Su presencia en la Comunidad del Anillo obedecía al hecho de que representaría a uno de los pueblos libres de la Tierra Media que más había aportado a la lucha para contener al Señor oscuro, y además porque el camino elegido para el Portador del Anillo lo llevaba directamente al sur y parte de las tierras a recorrer se encontraban en Gondor; de ahí que Boromir pensaba que un punto de partida para entrar en Mordor podía ser Minas Tirith. No había abandonado la esperanza de convencer a Frodo y a los demás de la opción de usar el Anillo.
A lo largo de la dura misión, fue un miembro muy valioso para la Comunidad. Ya en el primer tramo del viaje mostró su valentía y decisión.

#### En Acebeda
En el Paso del Cuerno Rojo, y aprovechando su experiencia en sus viajes por las Montañas Blancas, aconsejó llevar atados de leña para evitar la muerte por congelamiento, lo que salvó a la Compañía en la más grande y extraña nevada caída en el sendero. Su arrojo también permitió despejar un poco el camino, cuando con Aragorn se lanzaron hacia delante, abriendo una brecha en la nieve para evitar que los hobbits murieran congelados. Solo la avalancha de piedras provocada por un raro artilugio les impidió continuar por ese camino. Esto le dio la oportunidad para insistir en que el mejor camino era el Paso de Rohan, idea que fue rechazada por Gandalf, por el temor a ser capturados por Saruman en las cercanías de Isengard. 
Por ello, y a pesar de su desacuerdo, la Compañía intentó el cruce por Moria. Cuando se dirigían hacia la Puerta Oeste de la mina debieron luchar contra Lobos de Sauron en Acebeda. Boromir demostró no solo su coraje, sino su habilidad para el uso de la espada, ya que dio muerte a muchos de ellos. Acostumbrado a dar órdenes no aceptaba de buena gana las directivas de Gandalf ni menos de Aragorn (mentira, tenía a Aragorn en la más altas de las estimas por la estirpe de la que procedía). Solo su palabra empeñada de acompañar a Frodo y su sentido de lealtad para con los miembros le impedían romper la unidad, pero siempre hacía oír su voz.

#### En Moria
En las puertas de Khazad-dûm, y sin darse cuenta, Boromir arrojó una piedra (en la película, no fue Boromir quien arrojó la piedra sino Merry, uno de los hobbits) al lago oscuro que rodeaba la entrada a la mina, lo que despertó al monstruoso Guardián de la Puerta, quien atrapó a Frodo . La rápida acción de Sam y de Boromir evitó que el hobbit fuera tragado por la bestia; afortunadamente las puertas ya estaban abiertas y pudieron huir hacia adentro de la mina; cuando comenzaron a andar el camino, Boromir susurró entre dientes, pero la piedra resonante amplificó el sonido convirtiéndolo en un murmullo ronco que todos pudieron oír: "(...) -¡En las profundidades del mundo! Y ahí vamos, contra mi voluntad. ¿Quién nos conducirá en esta oscuridad sin remedio?..."
En Moria luchó bravamente contra los peligros que acechaban en la mina, con los orcos y los troles en la Cámara de Mazarbul y luego cubriéndoles la espalda al resto que huía hacia el Puente de Khazad-Dûm. Con la aparición del Balrog, Boromir y Aragorn decidieron respaldar al Mago en el desafío; Boromir alzó entonces el cuerno y sopló."(...)El desafío resonó y rugió como el grito de muchas gargantas bajo la bóveda cavernosa. Los orcos titubearon un momento y la sombra ardiente se detuvo..." Gandalf les gritó que huyeran con los otros pero Aragorn y Boromir hicieron caso omiso de la orden y afirmando los pies en el suelo se quedaron juntos detrás de Gandalf, en el extremo del puente; y solo cuando el Mago cayó al abismo, ambos corrieron apresuradamente hacia la salida, en el momento mismo que el puente se derrumbaba. Todos corrieron desesperadamente hacia fuera de la mina a una orden de Aragorn; Boromir cerraba la marcha corriendo en la retaguardia. 
Ya fuera de peligro por el momento, todos dieron rienda suelta a su tristeza, pero la marcha continuó porque los Orcos podrían seguirlos, hasta que pasado el Lago Espejo Aragorn recordó a los heridos y llamó a Boromir para que lo ayudara; el capitán de Gondor alzó a Frodo  entre sus brazos y lo llevó hasta las cercanías de un arroyo que descendía de las Montañas Nubladas y se unía al Cauce de Plata, en donde Aragorn curó y lavó las heridas de Sam y deFrodo.

#### En el Bosque Dorado
Como vimos más arriba, la estadía en Lothlórien fue crucial para Boromir y para el destino de la Compañía. Si bien se repusieron de las duras penalidades sufridas, la discusión sobre los caminos a seguir duró bastante tiempo y al fin cuando partieron desde el embarcadero en la confluencia entre el Anduin y el Celebrant, la suerte de todos los miembros y en especial del Capitán de Gondor, estaba echada.
Celeborn dio explicaciones precisas de las rutas posibles a tomar y Galadriel ofreció regalos acordes con las necesidades y con las expectativas de los viajeros; a Boromir le dio un cinturón de oro.

#### En el Anduin y en Sarn Gebir

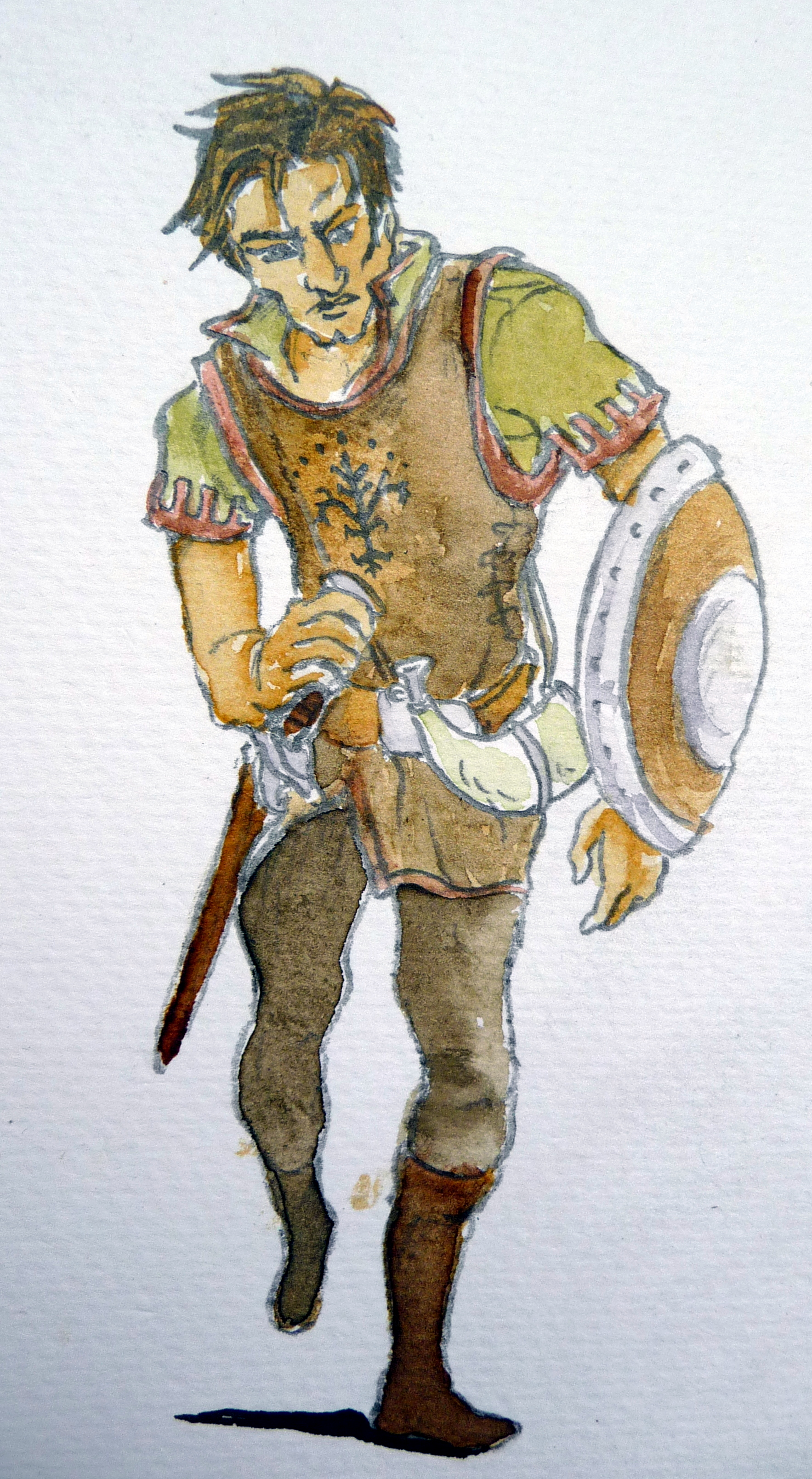
Boromir corriendo con el cuerno de Gondor (fanart).

Salir del Bosque Dorado no hizo otra cosa que alimentar un sentimiento de indefensión en todos los miembros de la Comunidad del Anillo, puesto que el momento crucial se acercaba pronto y nadie creía tener la fuerza suficiente para llevar a buen término la Misión, excepto Boromir; "(...)En cuanto a mí -dijo-, el camino de regreso está adelante y no atrás..."
Durante el viaje por el Río Grande hacia el sur, la duda y el deseo de poseer el anillo fueron adueñándose de la mente de Boromir y lo mostraba con algunas actitudes que denotaban esa lucha interna; Merry y Pippin, que viajaban con él en la barca lo advirtieron, aunque sin saber la razón; veían que este estaba muy nervioso, murmuraba palabras ininteligibles, siempre trataba de acercar su barca a la de Frodo y en varias ocasiones Pippin observó una rara luz en los ojos del Dúnadan del Sur.
En Sarn Gebir fueron atacados por orcos y cuando Aragorn planteó cruzar los rápidos llevando las barcas por un sendero hasta un muelle río abajo, Boromir expuso abiertamente su disconformidad; dijo que no valía la pena seguir por el río puesto que era más fácil, para llegar a Minas Tirith, emprender el camino por el oeste y el sur hasta el Entaguas desde donde estaban; Aragorn le contestó que eso podía ser factible si iban a la Ciudad, pero que todavía no estaba decidido y "(...)ese rumbo puede ser más peligroso de lo que parece...". La discusión se zanjó, momentáneamente, puesto que los otros miembros se pusieron de lado del Dúnadan del Norte. En esas instancias, más aún estando en territorio propio, su humor cambió y se puso irónico y despreciativo.

### La muerte de Boromir
En los prados de Parth Galen, a los pies del Amon Hen, donde los miembros de la Comunidad tuvieron que decidir si seguían hacia el Sur o cruzaban el río Anduin hacia Mordor, Frodo, el Portador del Anillo, se apartó de los demás para reflexionar sobre el camino a seguir. En realidad ya lo tenía decidido pero temía llevar a la Compañía puesto que lo consideraba un viaje sin retorno y no quería arriesgar la vida de ninguno de sus amigos. Además, no quería exponerlos a las tentaciones del Anillo. Mientras pensaba como decírselos, llegó hasta el prado que se extendía a los pies del Amon Hen y se sentó a meditar. 
Boromir le siguió con la intención de hacerle cambiar de opinión sobre la destrucción del Anillo ya que, como sabemos, consideraba una locura dejar que Frodo fuera con el Anillo hasta Mordor. Lo encontró sentado en una piedra y se le acercó por la espalda; Frodo enseguida se percató de que alguien estaba detrás de él y se dio vuelta rápidamente, y vio a un Boromir sonriente y de cara bondadosa; pero no le gustó un extraño resplandor en sus ojos cuando le planteó de nuevo su tesis de que el Único debía estar en Minas Tirith; ante la negativa del Hobbit, Boromir mostró que sus intenciones eran tomarlo por la fuerza, mientras el Portador no lo cediera voluntariamente. Hasta su tono de voz cambió y Frodo se dio cuenta de ello y sintió miedo. El gondoriano siguió insistiendo pero la negativa de Frodo se acentuó, y Boromir comenzó a caminar de un lado a otro, impaciente, nervioso, y hablándole en contra de lo que en el Concilio de Elrond se había dicho. Fuera de sí, saltó sobre Frodo intentando sacarle el Anillo; pero el hobbit lo esquivó y se puso el Anillo desapareciendo de la vista del hijo de Denethor. Esto lo enfureció tanto que, a ciegas, intentaba atrapar a Frodo, gritándole y maldiciéndolo; enseguida comenzó a correr tratando de alcanzar al invisible Hobbit y un poco más adelante tropezó y cayó al piso, golpeándose y quedando tendido de bruces por un largo rato.
La caída y la lejanía del Anillo pareció despejar su mente y hacerlo volver en sí. La maldad del Anillo lo había dominado, como parecía ser el efecto que causaba a todo ser, cuando se acercaban al Único; se levantó llorando: se había dado cuenta de su locura y ahora le pesaba el remordimiento en el alma. Desesperado por lo que había hecho, Boromir regresó al lugar en donde lo esperaba el resto de la Comunidad y al llegar contó parte de lo sucedido; todos se desesperaron, pero Sam se enfureció porque entendió que Frodo se había puesto el Anillo, porque quería huir de Boromir; y antes de que pudiera decir nada todos salieron corriendo, desesperados a buscar al Portador.

#### Su última batalla
Aragorn, que no pudo contener la desbandada, le ordenó a Boromir que siguiera a Merry y a Pippin para protegerlos mientras él seguía a Sam. El Hombre de Gondor fue tras ellos y los alcanzó como a una milla en un claro de un pequeño bosque; luchando contra un grupo de uruk-hai que, curiosamente, no trataban de matar a los hobbits sino de atraparlos. La embestida de Boromir' diezmó a los uruk-hai; pero cuando trataban de volver hacia la costa, fueron atacados de nuevo por un grupo más numeroso. 
Boromir sopló su gran cuerno hasta que se partió. Luchó bravamente en esta segunda embestida, mató a más de una veintena antes de ser traspasado por numerosas flechas: Se apoyó en un árbol grande y lentamente cayó hasta quedar sentado en el suelo. Así lo encontró Aragorn, quien lo tomó entre sus brazos, y abriendo los ojos le dijo: "(...)Traté de sacarle el Anillo a Frodo -dijo-. Lo siento. He pagado. -Echó una ojeada a los enemigos caídos; veinte por lo menos estaban tendidos allí cerca. Partieron- dijo. -Los Medianos, se los llevaron los orcos. Pienso que no están muertos. Los orcos los maniataron-. -¡Adiós, Aragorn! ¡Ve a Minas Tirith y salva a mi pueblo! Yo he fracasado..." Y no dijo más. Sólo sonrió cuando Aragorn le dijo que había realizado una gran hazaña, luego le tomó la mano y lloró.
Así los encontraron Legolas y Gimli, quienes al ver la escena se sintieron abrumados por el dolor. Luego de su muerte su cuerpo fue puesto en una de las barcas que los elfos les habían facilitado en Lothlórien, ”(...)plegaron la capucha gris y la capa élfica y se las pusieron bajo la cabeza. Le peinaron los largos cabellos oscuros y los dispusieron sobre los hombros. El cinturón dorado de Lórien le brillaba en la cintura. Junto a él colocaron el yelmo y sobre el regazo el cuerno hendido y la empuñadura y los fragmentos de la espada, y a sus pies las armas de los enemigos...” y luego fue lanzada a las corrientes del Anduin. "(...)El río se había llevado a Boromir hijo de Denethor y ya nadie volvería a verlo en Minas Tirith, de pie en la Torre Blanca por la mañana como era su costumbre..." Los tres compañeros se quedaron un rato a observarlo mientras la barca se alejaba y caía por el Rauros; y de pronto Aragorn y Legolas cantaron unas bellas canciones de despedida. Unos días después, en una noche, Faramir vio, como en una ensoñación, un extraño bote venir por el río, con un guerrero semisumergido en el agua. Al acercarse vio que se trataba de su hermano. Recuperó tan solo el cuerno y se lo llevó a su padre. Se dijo que su cuerpo siguió por el río hasta llegar al Mar, que fue su morada definitiva.

## Adaptaciones
Tanto en la película de animación dirigida por Ralph Bakshi en 1978 como en el serial radiofónico emitido por la BBC en 1981, la voz de Boromir fue interpretada por Michael Graham Cox. En la película de Bakshi, Boromir fue dibujado con un aspecto de bárbaro o vikingo, incluso con dos afilados cuernos en el casco, que nada tiene que ver con el texto de Tolkien.

### Trilogía cinematográfica deEl Señor de los Anillos

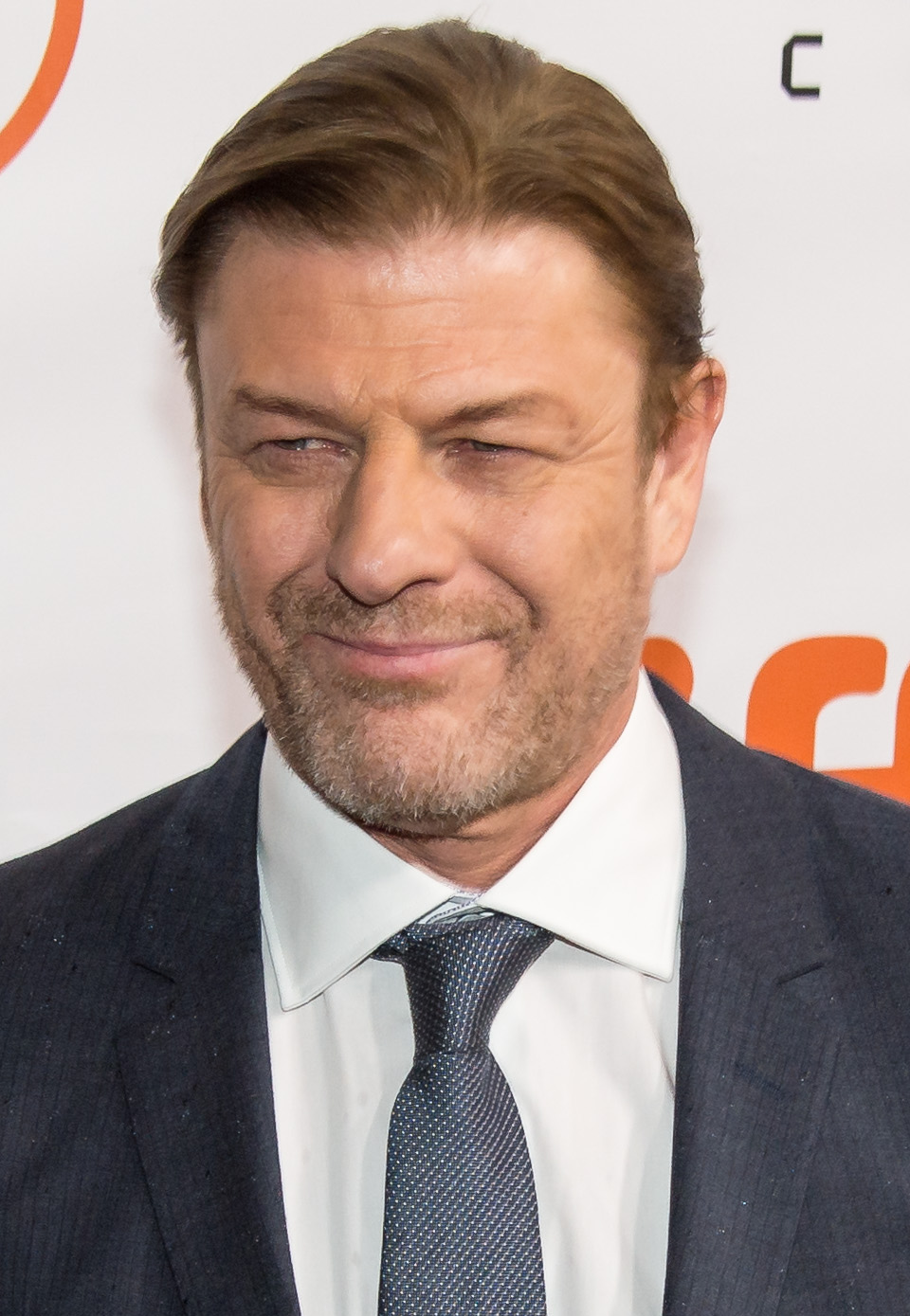
Sean Bean, el intérprete de Boromir en las películas de Peter Jackson, en 2015.

En la trilogía de Peter Jackson, el actor Sean Bean interpreta el personaje de Boromir. En contra de la distribución dada por Tolkien a los hechos de la novela, la muerte de Boromir se muestra al final de La Comunidad del Anillo, en vez de al principio de Las dos torres, pues los guionistas decidieron usar esta escena como desenlace de la primera película. Esta decisión implicó que el papel de Sean Bean se limitara casi en exclusiva a El Señor de los Anillos: la Comunidad del Anillo, apareciendo en las otras dos únicamente en diversos flashbacks, que consiguen, sin embargo, que el actor amerite su presentación en los créditos de las tres películas:
- En la versión exhibida en cines de El Señor de los Anillos: las dos torres aparece brevemente al principio, cuando se repite la escena de la caída de Gandalf y el balrog en Moria a modo de flashback de enlace.
- En la edición extendida de la anterior, Boromir aparece en dos escenas más: un recuerdo de Faramir, en el que se ve cómo llega su cadáver a Gondor flotando sobre una balsa por el Anduin, con el Cuerno de Vorondil roto en dos partes sobre el pecho; y otro de una conversación sobre el «Daño de Isildur» entre los dos hermanos y su padre tras la victoria de Osgiliath y antes de que Boromir parta para unirse al Concilio de Elrond.
- En la versión reproducida en las salas de El Señor de los Anillos: el retorno del Rey, Sean Bean aparece en un breve recuerdo de Pippin sobre su heroico sacrificio.
- En la edición extendida de esta última, aparece además en la visualización de un desvarío de Denethor II, que confunde a Faramir con su hijo mayor, muerto.

Otra diferencia argumental relacionada con Boromir es la representación de su muerte: mientras que en la novela se narra como es acribillado por flechas lanzadas por anónimos uruks liderados por Uglúk, en la película los guionistas decidieron dar un papel más relevante a Lurtz, un personaje uruk inventado por ellos, siendo este el que mata a Boromir con su arco.
En cuanto al aspecto físico del personaje y su caracterización, Sean Bean tiene el pelo claro, mientras que Tolkien describe a Boromir con el pelo moreno. Además, en la novela, Boromir utiliza una espada larga y una daga, y no usa cota de malla, o al menos no se especifica; mientras que Sean Bean sí la viste en la película, y emplea una espada ancha. La diferencia de edad (o más bien de aspecto, teniendo en cuenta la raza longeva de la que proviene) es bastante notable.
En las películas de Peter Jackson, Sean Bean fue doblado por los actores de voz Jordi Boixaderas para España y Salvador Delgado para Hispanoamérica.